# کیت ال. مور
کیت لئون مور (به انگلیسی: Keith Leon Moore) (زاده ۵ اکتبر ۱۹۲۵ – درگذشته ۵ دسامبر ۲۰۱۹) کالبدشناس و استاد دانشگاه تورنتو بود. وی رئیس پیشین انجمن کالبدشناسی کانادا، رئیس آناتومی بالینی آمریکا، جانشین رئیس مرکز علوم پزشکی در دانشکده پزشکی و صاحب کرسی کالبدشناسی طی سال‌های ۱۹۷۶ تا ۱۹۸۴ بوده‌است و به تازگی به دین اسلام گرویده است.
برخی او را به اشتباه پدر علم جنین‌شناسی یاد می‌کنند درحالی که کارل ارنست فون بائر بنیان‌گذار این علم است. منبع

## جوایز
وی جایزه J.C.B و جایزه را از طرف انجمن آناتومی کانادا دریافت کرد.

## جنین شناسی در قرآن
در سال ۱۹۸۰، دکتر مور به عربستان سعودی دعوت شد تا در دانشگاه ملک عبدالعزیز در زمینهٔ آناتومی و جنین‌شناسی سخنرانی کند. زمانی‌که آنجا بود، کمیتهٔ جنین‌شناسی دانشگاه ملک عبدالعزیز از او خواست تا در تفسیر برخی از آیات قرآن و بعضی از احادیث که به تولیدمثل انسان و رشد جنینی اشاره می‌کند، کمک کند. مور اظهار داشت که از صحت علمی برخی از این اظهارات که در قرن هفتم میلادی بیان شده، شگفت‌زده شده‌است:
در سه سال گذشته، من با کمیتهٔ جنین‌شناسی دانشگاه ملک عبدالعزیز در جدّهٔ عربستان سعودی کار کردم و به آنها در تفسیر جملات متعدد قرآن و سنت درمورد تولیدمثل انسان و رشد قبل از زایمان کمک کردم. در ابتدا، من از صحت گزاره‌هایی که در قرن ۷ بعد از میلاد، قبل از به‌وجود آمدن علم جنین‌شناسی ثبت شده بود، شگفت‌زده شدم.
مور با کمیتهٔ جنین‌شناسی برروی مطالعهٔ مقایسه‌ای قرآن، حدیث و جنین‌شناسی مدرن کار کرد. کمیته مقالات متعددی را به‌همراه مور و تعدادی نویسندهٔ دیگر ارائه و منتشر کرد.مقالات اسلامی می‌نویسد که میکروسکوپ الکترونی نشان می‌دهد که:
به‌عنوان مثال، قرآن ادعا می‌کند که در یک مرحله جنین شبیه یک تکهٔ کوچک گوشت است که می‌توان آن را جوید که از آن با عبارت «مضغه» یاد می‌کند، مور تٱیید کرده گفت: "به‌طرز شگفت‌انگیزی همین‌طور است". این ادعا با دانش ما از ساختار و ظاهر جنین مطابقت دارد. جنین درواقع در مرحله‌ای به‌اندازه‌ای کوچک است که می‌توان آن را با دندان جوید، یعنی تقریباً ۱.۰ سانتی‌متر است، درحالی‌که در مرحلهٔ علق، جنین درحال شکل‌گیری است و فقط ۳.۵ میلی‌متر است و نمی‌توان آن را جوید
یک نسخه ویژه از کتاب درسی مدرسه پزشکی مور، انسان در حال توسعه: جنین شناسی با جهت گیری بالینی، در سال ۱۹۸۳ برای جهان اسلام منتشر شد. انسان در حال توسعه: جنین شناسی با جهت گیری بالینی با افزودنی های اسلامی، شامل "صفحاتی با آیه قرآنی مربوط به جنین شناسی و حدیث "توسط عبدالمجید الزندانی ، نویسنده ،" متن "با متن مور" در هم آمیخته است ".